# Арабська раса
Арабська раса — історичний термін, який використовувався етнологами наприкінці XIX та на початку XX століть у спробі класифікувати історично сприйнятий расовий поділ між народами семітської етнічної групи та народами інших етнічних груп. Його прихильники вважали її частиною європеоїдної раси або навіть підвиду під назвою Homo sapiens europaeus. З тих пір цей термін вважають значно застарілим. Сучасний науковий консенсус, заснований на генетиці, відкидає концепцію різних людських рас у біологічному сенсі.
На початку ХХ століття Чарльз Ґабріель Селіґман так описав своє сприйняття появи арабської раси в регіоні Судану:
У районі Судану класичні арабські типи можна знайти серед кабабішів та деяких інших арабомовних пустельних племен, спільно відомих як суданські араби. Тут вони часто зустрічаються в розчині з місцевим хамітським середземноморським типом, який був морфологічним таксоном, до якого належали творці A-групи, C-групи та мероїтської культури серед деяких інших ранніх популяцій у регіоні. В інших місцях арабські елементи зливаються з негроїдним типом корінних носіїв ніло-сахарської мови регіону, нілотів, створюючи таким чином афро-арабський гібридний тип.